# Homme assis
Homme assis est un tableau peint par Roger de La Fresnaye en 1913-1914. Cette huile sur toile cubiste est un portrait d'homme. Partie des collections du musée national d'Art moderne, à Paris, elle se trouve en dépôt au musée des Beaux-Arts de Rouen.